# Mesodesmatidae
Famille
Les Mesodesmatidae sont une famille de mollusques bivalves marins.

## Liste des genres
Selon ITIS :
- genre Mesodesma Deshayes, 1832

Selon World Register of Marine Species (4 décembre 2020) :
- genre Amarilladesma M. Huber, 2010
- genre Anapella Dall, 1895
- genre Atactodea Dall, 1895
- genre Coecella Gray, 1853
- genre Davila Gray, 1853
- genre Donacilla Philippi, 1836
- genre Mesodesma Deshayes, 1832
- genre Paphies Lesson, 1831
- genre Regterenia Rooij-Schuiling, 1972